# Hibiscus altissimus
Hibiscus altissimus är en malvaväxtart som beskrevs av Hornby. Hibiscus altissimus ingår i Hibiskussläktet som ingår i familjen malvaväxter. Inga underarter finns listade i Catalogue of Life.